# Ярмолинці (Гайсинський район)
Ярмоли́нці — село в Україні, в Гайсинському районі Вінницької області.
Неподалік приблизно 5-8 км протікає річка  Південний Буг

## Історія
У 1883-87 рр. дерев'яну церкву в селі за готовим проектом будував архітектор Сазонов Василь Васильович.
7 (20) листопада 1917 року, відповідно до Третього Універсалу Української Центральної Ради, увійшло до складу Української Народної Республіки.
12 червня 2020 року, відповідно до розпорядження Кабінету Міністрів України № 707-р «Про визначення адміністративних центрів та затвердження територій територіальних громад Вінницької області», село увійшло до складу Гайсинської міської територіальної громади.
19 липня 2020 року, в результаті адміністративно-територіальної реформи та ліквідації Гайсинського району (1923—2020), село увійшло до складу новоутвореного Гайсинського району.

## Населення

### Мова
Розподіл населення за рідною мовою за даними :
| Мова       | Кількість | Відсоток |
| ---------- | --------- | -------- |
| українська | 882       | 99.21%   |
| російська  | 7         | 0.79%    |
| Усього     | 889       | 100%     |

## Відомі люди
В селі народилися:
- Слюсаренко Феодосій Іванович (1887—1937) — радянський залізничник українського походження, начальник Південно-Західної залізниці (1931–1933). Кандидат у члени ЦК КП(б)У в червні 1930 — січні 1934 р. Репресований сталінським режимом.